# 双丰站 (伊春)
双丰站位于中华人民共和国黑龙江省伊春市铁力市双丰镇，建于1938年，现为三等站。客运办理旅客乘降、行李及包裹托运；货运办理整车及零担货物发到。